# Nautilus belauensis
Nautilus belauensis (лат.) — вид головоногих моллюсков из рода Nautilus. Распространён в водах тихоокеанского островного государства Палау. N. belauensis очень похож на Nautilus pompilius. У обоих видов закрытый пупок, покрытый каллусом. Он отличаются иным строением радулы и тонких выступов по всей раковине и вдоль неё, образующих поперечную сетку текстуры. N. belauensis — второй по величине наутилус после гигантской формы N. pompilius pompilius. Диаметр раковины обычно около 210 мм, хотя были зарегистрированы образцы до 226 мм.